# Albert Steffen

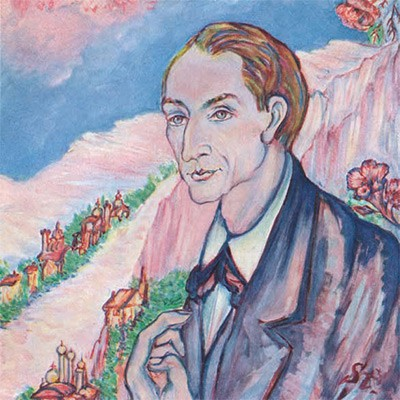
Stanisław Stückgold portret Alberta Steffena z 1916

Albert Steffen (ur. 10 grudnia 1884 w Wynau, zm. 13 lipca 1963 w Dornach) – szwajcarski poeta, malarz, dramatopisarz, eseista i powieściopisarz.
Dołączył do Towarzystwa Teozoficznego w Niemczech w 1910 oraz do Towarzystwa Antropozoficznego w 1912 i został jego przewodniczącym po śmierci założyciela Rudolfa Steinera w 1925. W latach 1921–1963 Steffen był redaktorem naczelnym czasopisma stowarzyszenia „Das Goetheanum”.
Jego wczesne prace, sprzed jego spotkania z antropozofią, wykazywały świadomość spirytualistyczną. Późniejsze, uwzględniające wizję świata przenikanego przez metafizyczne siły dobra i zła, odwołują się do szerokiej gamy tradycji ezoterycznych europejskich i azjatyckich.